# Мрзли Дол
Мрзли Дол је насељено мјесто у саставу града Сења у Личко-сењској жупанији, Република Хрватска.

## Географија
Налази се око 17 км сјевероисточно од Сења.

## Становништво
Насеље је на попису становништва из 2011. године имало 28 становника.

## Попис1991.
На попису становништва 1991. године, Мрзли Дол је имао 27 становника, сљедећег националног састава:
| Попис 1991.‍ | Попис 1991.‍ | Попис 1991.‍ | Попис 1991.‍ | Попис 1991.‍ |
| ----------- | ----------- | ----------- | ----------- | ----------- |
|             |             |             |             |             |
| Хрвати      | Хрвати      |             | 26          | 96,30%      |
| Срби        | Срби        |             | 1           | 3,70%       |
| укупно: 27  |             |             |             |             |